# Gázkamra

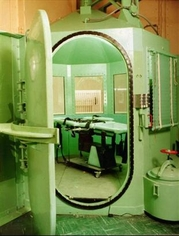
Gázkamra

A gázkamra egy kivégzőeszköz. Általában egy külvilágtól elszigetelt helyiségből áll, melyet halálosan mérgező gázzal töltenek meg. A leggyakrabban felhasznált gázok a hidrogén-cianid, szén-dioxid és a szén-monoxid. Alkalmazását az első világháborúban bevetett harcigázok, illetve az akkoriban már egyre nagyobb számban előforduló vezetékes gázzal elkövetett öngyilkosságok ihlették. A cél a villamosszéknél és az akasztásnál humánusabb, fájdalommentes kivégzési mód bevezetése volt. Eleinte azzal is kísérleteztek, hogy a gyanútlan elítélt cellájába éjszaka szén-monoxid gázt vezetnek, és így a lehető legkisebb szenvedést okozva végzik ki. Ez az elképzelés azonban megbukott, mert a cellákat nem lehetett megfelelően szigetelni. A gyakorlatban ezért az eljárást egy légmentesen zárható kamrában végezték. A holokauszt ideje alatt a náci Németországban a munkaképtelen emberek, öregek és gyerekek tömeges meggyilkolására használták. Napjainkban is gyakran használják állatok elpusztítására.

## A kivégzés menete
Az eljárás során az elítéltet egy légmentesen záródó kamrában egy székhez szíjazzák, majd az arcára maszkot rögzítenek. Az elítélt testére a szívverését rögzítő elektródát helyeznek, amelynek segítségével a kamrán kívül tartózkodó orvos megállapíthatja a halál beálltát. A halálos gázt a kivégzés során a kamrában fejlesztik. A szék alatt egy edényben kénsavat helyeznek el, amely fölé zacskóban nátrium- vagy kálium-cianidot függesztenek fel. Amikor a hóhér aktiválja a kapcsolót, a cianid beleesik a kénsavba, és a bekövetkező kémiai reakció során mérgező hidrogén-cianid gáz keletkezik.
{\displaystyle \mathrm {2CN^{-}+H_{2}SO_{4}\Rightarrow SO_{4}^{2-}+2HCN} \,\!}
A cianid-ion reakciója kénsavval szulfát-ion képződése és hidrogén-cianid-gáz fejlődése közben.
A hidrogén-cianid mérgező hatását a sejtlégzés károsításával fejti ki. Bár elméletileg a gáz belélegzése gyorsan eszméletvesztéshez kellene, hogy vezessen, a gyakorlatban ez a módszer sem váltotta be a hozzá fűzött reményeket. A tapasztalatok szerint a gázkamrában végrehajtott kivégzések során az elítéltek hosszú percekig eszméletüknél vannak, és rendkívüli szenvedésen mennek keresztül. Ennek egyik lehetséges oka, hogy az elítéltek ösztönösen visszatartják a lélegzetüket, ezzel önkéntelenül is saját szenvedésüket hosszabbítva meg. A halál átlagosan 9-10 perc múlva következik be. A kivégzést követően a kamrából a gázt ventilátorral eltávolítják, majd száraz ammóniagázt vezetnek be, hogy a hidrogén-cianidot semlegesítse. Az elítélt testében lévő mérget szintén ammóniával semlegesítik, de az még így is életveszélyes.
{\displaystyle \mathrm {NH_{3}+HCN\Rightarrow NH_{4}CN} \,\!}
Ammónia reakciója hidrogén-cianiddal ammónium-cianid keletkezése közben.

## Gázkamrák az Amerikai Egyesült Államokban

Gázkamra használata az Amerikai Egyesült Államokban
Magyarázat:
Másodlagosan, de engedélyezett a használata.
Régen használtak gázkamrákat, de manapság már nem.
Soha nem használtak gázkamrákat.

A gázkamrát, mint legális kivégzési módot 1924-ben Nevada állam vezette be elsőként. Az első kivégzett ember neve Gee Jon volt, az elgázosítás 1924. február 8-án történt. A legutóbb pedig 1999. március 3-án, Arizonában történt meg egy elítélt elgázosítása. Az eljárás alatt tanúk, újságírók, börtönőrök, egyházi személyek és természetesen hozzátartozók lehetnek jelen.
Jelenleg öt államban (Wyoming, Kalifornia, Maryland, Missouri, és Arizona) engedik a törvények a gázkamra használatát, azonban csak a méreginjekció alternatívájaként. A gázkamrát a villamosszékhez hasonlóan, a legtöbb államban kegyetlen kivégzési módszerként elutasítják.

## Gázkamrák a náci Németországban
A gázkamrák használata a náci Németországban a Harmadik Birodalom idején a T-4 Eutanázia Programnak megfelelően a fizikai és szellemi sérültek, később a politikailag nemkívánatos személyek likvidálására kezdődött, az 1930-as és az 1940-es évek között. A preferált gáz a szén-monoxid volt, melyet gyakran az autók vagy tankok kipufogócsövéből nyertek.
Később, a holokauszt idején, a gázkamrákat módosították úgy, hogy egyszerre több ember is elférjen benne. 1940 januárjában vagy februárjában a buchenwaldi koncentrációs táborban, 250 cigány gyermeken próbálták ki először a gázkamrában való tömeges kivégzést. Egyben ez volt az első Zyklon–B-vel történt kivégzés is. 1941. szeptember 3-án történt a második tömeges elgázosítás, ekkor 600 szovjet foglyot végeztek ki. Ez volt az első, auschwitzi gázkamrában történt kivégzés.
A gázkamrákba az embereket meztelenül vezették be, ezért gyakran, megtévesztésként zuhanyrózsa-fejeket helyeztek el a plafonon. Az emberek azt hitték, hogy fertőtleníteni akarják őket, így erőszak nélkül, önként vonultak be a kamrákba.

### Majdaneki gázkamrák

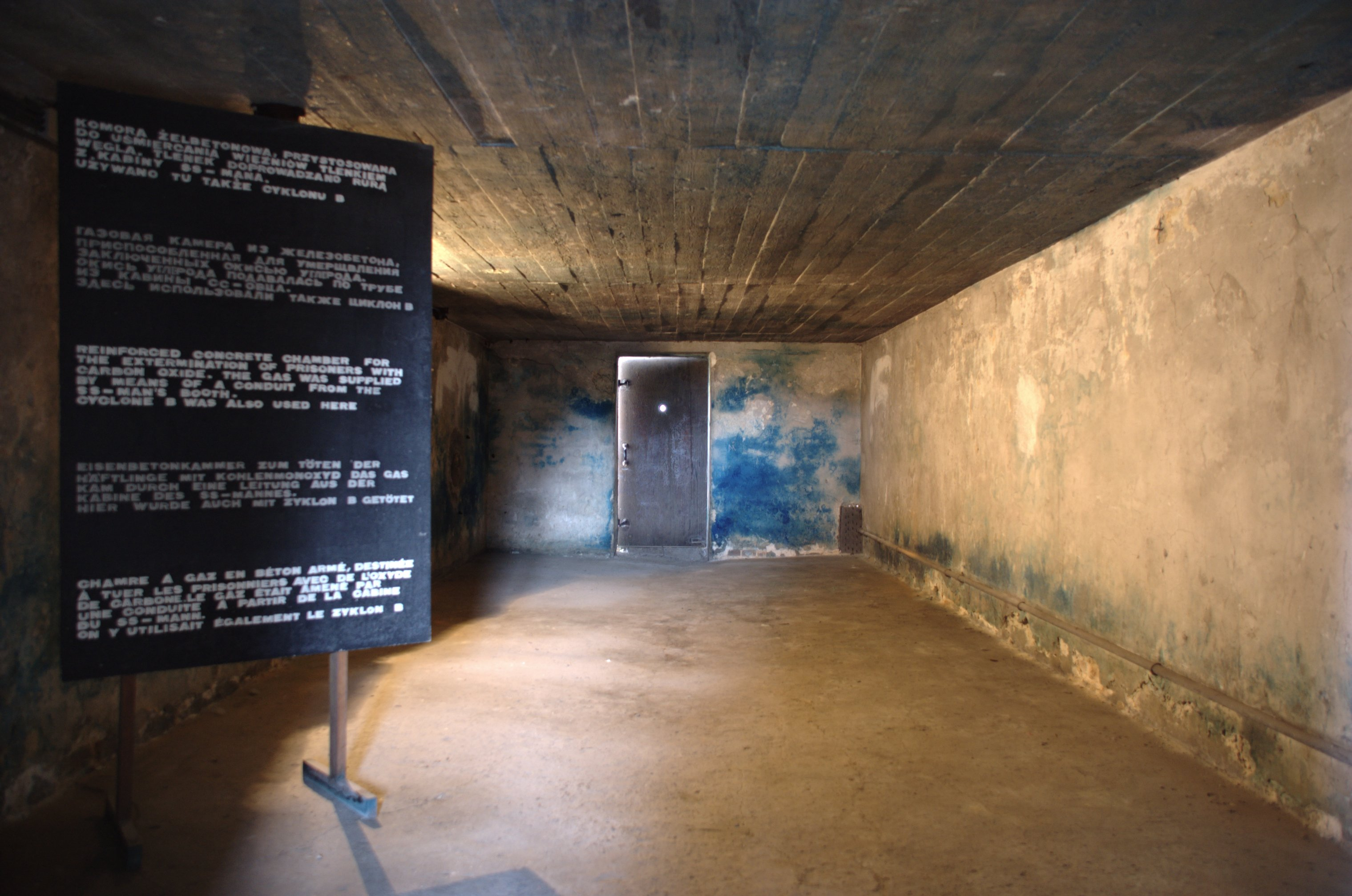
Majdaneki gázkamra

A majdaneki táborban a leggyakrabban használt kivégzőeszköz a gázkamra volt. A táborban hat gázkamra működött, egyikben szén-monoxid gázt, a többiben Zyklon–B-t használtak.
A felszabadítás után a táborban 535 darab Zyklon-B -t tartalmazó dobozt és több szén-monoxidot tartalmazó ballont találtak, melyeket egy szakbizottság vizsgált meg. A bizottság elnöke Kelles-Krause, Lublin építész-mérnöke, tagjai pedig: Teljaner, a műszaki csapatok őrnagya, egyetemi magántanár; Grigorjev, a műszaki tudományok kandidátusa; Pelkis, a műszaki tudományok kandidátusa voltak. Miután megállapítottak, hogy a talált tartályokban a fent említett vegyelemek kimutathatóak, a gázkamrákat műszaki vizsgálatnak vetették alá, ezek után a szakbizottság a következőket állapította meg:
„A majdaneki internálótábor gázkamráinak műszaki és egészségügyi-vegyi vizsgálata teljes mértékben megállapította, hogy valamennyi, de különösen az I., II., III. és IV. kamra az emberek mérges gázok által való tömeges és rendszeres elpusztítására szolgált. Ezek a mérges gázok: kéksav («Ciklon» – készítmény) és szén-monoxid voltak. A kamrákat ténylegesen tömeges és rendszeres emberirtásra használták.”
A tábort túlélő foglyok elbeszéléseiből kiderült, hogy a gázkamrákba a munkaképtelen, beteg vagy öreg emberek és a gyerekek kerültek. A gázkamrákban történt tömegirtásról több volt SS-legény is vallomást tett: Hensche SS-Rottenführer vallomása szerint 1942. szeptember 15-én 350 embert pusztítottak el ilyen módon, férfiakat, nőket és gyermekeket vegyesen.
Arról, hogy kik kerültek a gázkamrákba, a tábor német orvosai, Blanke és Rindfleisch döntöttek. Ternes SS-Obersturmführer vallomása szerint „Rindfleisch SS-Untersturmführer, a tábor orvosa, 1943. október 21-én este elmondotta nekem, hogy aznap »Ciklon«-gáz igénybevételével 300 gyermeket pusztítottak el a gázkamrában. A gyermekek 3-10 évesek voltak.”
A holttesteket krematóriumokban vagy máglyákon hamvasztották el.

## Magyarország
Ismereteink szerint Magyarországon egyetlen gázkamra volt a történelemben. Ez Kőszegen, a sörgyár területén épült fel, és a második világháború végén használták egyetlen napig (1945. március 24.) 100-nál több munkaszolgálatos (főleg zsidó) elgázosítására.

## Külső hivatkozások
- Maryland Newsline – Crime & Justice – Death Penalty Special Report
- Képek
- The Dachau Gas Chambers
- A „Majdanek-jelentés”, 2. rész